# بابینا لوکا
بابینا لوکا (به صربی: Babina Luka) یک روستا در صربستان است که در والیفو واقع شده‌است. بابینا لوکا ۷۷۲ نفر جمعیت دارد.